# Jagodnjak
Jagodnjak (serbiska: Јагодњак) är en ort i Kroatien.   Den ligger i länet Baranja, i den östra delen av landet, 200 km öster om huvudstaden Zagreb. Jagodnjak ligger 88 meter över havet och antalet invånare är 1 476.
Terrängen runt Jagodnjak är mycket platt. Runt Jagodnjak är det ganska tätbefolkat, med 139 invånare per kvadratkilometer. Närmaste större samhälle är Osijek, 18,8 km sydost om Jagodnjak. Trakten runt Jagodnjak består till största delen av jordbruksmark.